# Wynn Handman
Wynn Handman (Nova Iorque, 19 de maio de 1922 — Nova Iorque, 11 de abril de 2020) foi um professor e diretor de teatro norte-americano. Foi diretor artístico do American Place Theatre , que ele co-fundou com Sidney Lanier e Michael Tolan em 1963.
Handman nasceu em Nova Iorque, seus pais eram emigrantes judeus, seu pai de Minsk, na Bielorrússia, e sua mãe de Płońsk, na Polônia.
Em maio de 2003, Handman recebeu um título de Doutor em Letras Humanas pela Universidade de Miami.
Handman morreu em 11 de abril de 2020 na cidade de Nova Iorque aos 97 anos de idade do COVID-19.